# Classe Narval (France)
Pour les autres classes de navires du même nom, voir Classe Narval.
La Classe Narval était une classe de sous-marins d'attaque à propulsion classique construits en France à la fin des années 1950 pour les forces sous-marines de la Marine nationale française.
Conçue par l'ingénieur du génie maritime Gérard Dupont de Dinechin, cette classe s’inspira des sous-marins allemands du type XXI de la Seconde Guerre mondiale.

## Sous-marins
| Nom (indicatif visuel) | Chantier de construction | Mise en service   | Désarmé    | Sort final |
| ---------------------- | ------------------------ | ----------------- | ---------- | --- |
| Narval (S631)          | Arsenal de Cherbourg     | 1er décembre 1957 | 15/06/1983 | 06/02/1986 - Vendu pour démolition (Lorient)                                                                                     |
| Marsouin (S632)        | Arsenal de Cherbourg     | 1er octobre 1957  | 08/11/1982 | 06/02/1986 - Vendu pour démolition (Lorient) 1987 - Son étrave est exposée à l'entrée de l'ancienne base sous-marine de Lorient. |
| Dauphin (S633)         | Arsenal de Cherbourg     | 1er août 1958     | 31/12/1992 | 17/12/2003 - Coulé comme cible au large de Toulon.                                                                               |
| Requin (S634)          | Arsenal de Cherbourg     | 1er août 1958     | 01/11/1985 | 31/05/1996 - Coulé comme cible au large de Toulon.                                                                               |
| Espadon (S637)         | AC Augustin Normand      | 2 avril 1960      | 11/09/1985 | 26/06/1987 - Navire-musée à Saint-Nazaire.                                                                                       |
| Morse (S638)           | AC de la Seine Maritime  | 2 mai 1960        | 19/12/1986 | 19/02/1991 - Vendu pour démolition (Naples).                                                                                     |

## Histoire

Escale des sous-marins Espadon et Dauphin de la classe Narval avec leur navire de soutien logistique le Rhône dans le port de La Pallice en juillet 1969.

Au cours de ses dernières années, le Dauphin (S 633) a été profondément modifié pour la mise au point des équipements et des capteurs qui seront installés sur le sous-marin nucléaire lanceur d'engins de la classe Le Triomphant, à l'époque au stade de projet. Quand enfin désarmé en 1992, il était le plus ancien sous-marin en service en France. Il a été coulé comme cible au large de Toulon.